# Time Is Up
Time Is Up ist das zweite Studioalbum der US-amerikanischen Thrash-Metal-Band Havok. Es erschien am 22. April 2011 bei Candlelight Records.

## Entstehung
Das Album wurde vom Sänger und Gitarristen David Sanchez aufgenommen und produziert. Der Aufnahmeprozess fand in Sanchez’ Haus statt, in dem er sich ein kleines Tonstudio eingerichtet hat. Für das Lied „The Cleric“ benutzen die Musiker eine Waschmaschine und einen Wäschetrockner als Perkussionsinstrumente. Gemischt wurde Time Is Up von Peter Rutcho, während James Murphy das Mastering übernahm. 
Sanchez erklärte in einem Interview, dass der Albumtitel zu den textlichen Inhalt jedes Liedes passen würde. Allerdings würde jedes Lied auch für sich allein stehen, so dass Time Is Up kein Konzeptalbum ist. Das Lied „Scumbag in Disguise“ bezieht sich auf Menschen, die im Internet schlecht über einen reden, aber bei einer persönlichen Begegnung plötzlich sehr freundlich zu dieser Person sind. In Prepare for Attack geht es um eine hypothetische Situation, in der ein Diktator die Weltherrschaft übernimmt und die Menschen sich gegen ihn auflehnen müssen.

## Titelliste
1. Prepare for Attack – 3:56
2. Fatal Intervention – 4:27
3. No Amnesty – 3:29
4. D.O.A. –  3:43
5. Covering Fire – 4:15
6. Killing Tendencies – 5:23
7. Scumbag in Disguise – 4:33
8. The Cleric – 4:45
9. Out of My Way – 3:20
10. Time Is Up – 3:59

## Rezeption
Patrick Schmidt vom deutschen Magazin Rock Hard bezeichnete Time Is Up als das „Thrash-Album des Jahres“ und stellte fest, dass sich „namhafte Konkurrenz aus der Bay Arena warm anziehen müsse“. Schmidt vergab neun von zehn Punkten. Tobias Meyns vom Onlinemagazin Metalnews bezeichnete die technischen Fähigkeiten der Band als „atemberaubend“ und schrieb, dass sich Havok „zu einer ernstzunehmenden Genregröße entwickelt haben“ und vergab sechs von sieben Punkten. Hingegen bemängelte Chris P. vom Onlinemagazin Musikreviews, dass Time Is Up ein „gesichtsloses Album“ wäre und bat die Band „um mehr Mut zur Individualität“. Er gab dem Album acht von 15 Punkten.